# Parastrangalis congesta
Parastrangalis congesta là một loài bọ cánh cứng trong họ Cerambycidae.